# بوکس‌رک
بوکس رک (به انگلیسی: BoxRec) یا بوکس رک دات کام (به انگلیسی: boxrec.com) یک وب سایت مرجع ورزش بوکس، برای نگهداری سوابق به روز شده از بوکسورهای حرفه ای زن و مرد است. همچنین دائرةالمعارف بوکس مبتنی بر مدیاویکی را حفظ می‌کند.
هدف سایت مستندسازی هر مسابقه بوکسور و بوکس حرفه ای از زمان وضع قوانین کوئینزبری تا به امروز است. BoxRec رتبه‌بندی همه بوکسورهای فعال و همه رتبه‌بندی‌های زمانی جهان را منتشر می‌کند. از سال ۲۰۱۲ این سایت میزبان تاریخچه بوکس قهرمانی جهان بری هاگمن است.